# Gaming
Gaming é um município de Portugal localizado no Distrito de lisboa, no estado de Baixa Áustria.